# Долењи Подборшт (Мирна Печ)
Долењи Подборшт (словен. Dolenji Podboršt) је насељено место у општини Мирна Печ, регија Југоисточна Словенија, Словенија.

## Историја
До територијалне реорганизације у Словенији био је у саставу старе општине Ново Место.

## Становништво
У попису становништва из 2011. године, Долењи Подборшт је имао 34 становника.
| Број становника према пописима | Број становника према пописима | Број становника према пописима |
| ------------------------------ | ------------------------------ | ------------------------------ |
| 1991                           | 2002                           | 2011                           |
| 31                             | 30                             | 34                             |